# Cambrin
Cambrin est une commune française située dans le département du Pas-de-Calais en région Hauts-de-France. Ses habitants sont appelés les Cambrinois.
La commune fait partie de la communauté d'agglomération de Béthune-Bruay, Artois-Lys Romane qui regroupe 100 communes et compte 275 327 habitants en 2021.

## Géographie

### Localisation
Localisée dans l'est du département du Pas-de-Calais, Cambrin est une commune, drainée par le  Surgeon, située, à vol d'oiseau, à 8 km à l'est de la commune de Béthune (chef-lieu d'arrondissement).
Le territoire de la commune est limitrophe de ceux de quatre communes.
Les communes limitrophes sont  Annequin, Cuinchy, Noyelles-lès-Vermelles et Vermelles.

### Géologie et relief
La superficie de la commune est de 1,77 km2 ; son altitude varie de 19  à   31 m.

### Hydrographie
Le territoire de la commune est situé dans le bassin Artois-Picardie.
La commune est traversée par deux cours d'eau : 
- le Surgeon, un cours d'eau naturel non navigable de 14 km, qui prend sa source dans la commune de Bouvigny-Boyeffles et se jette dans le canal d'Aire à La Bassée au niveau de la commune de Cuinchy[4] ;

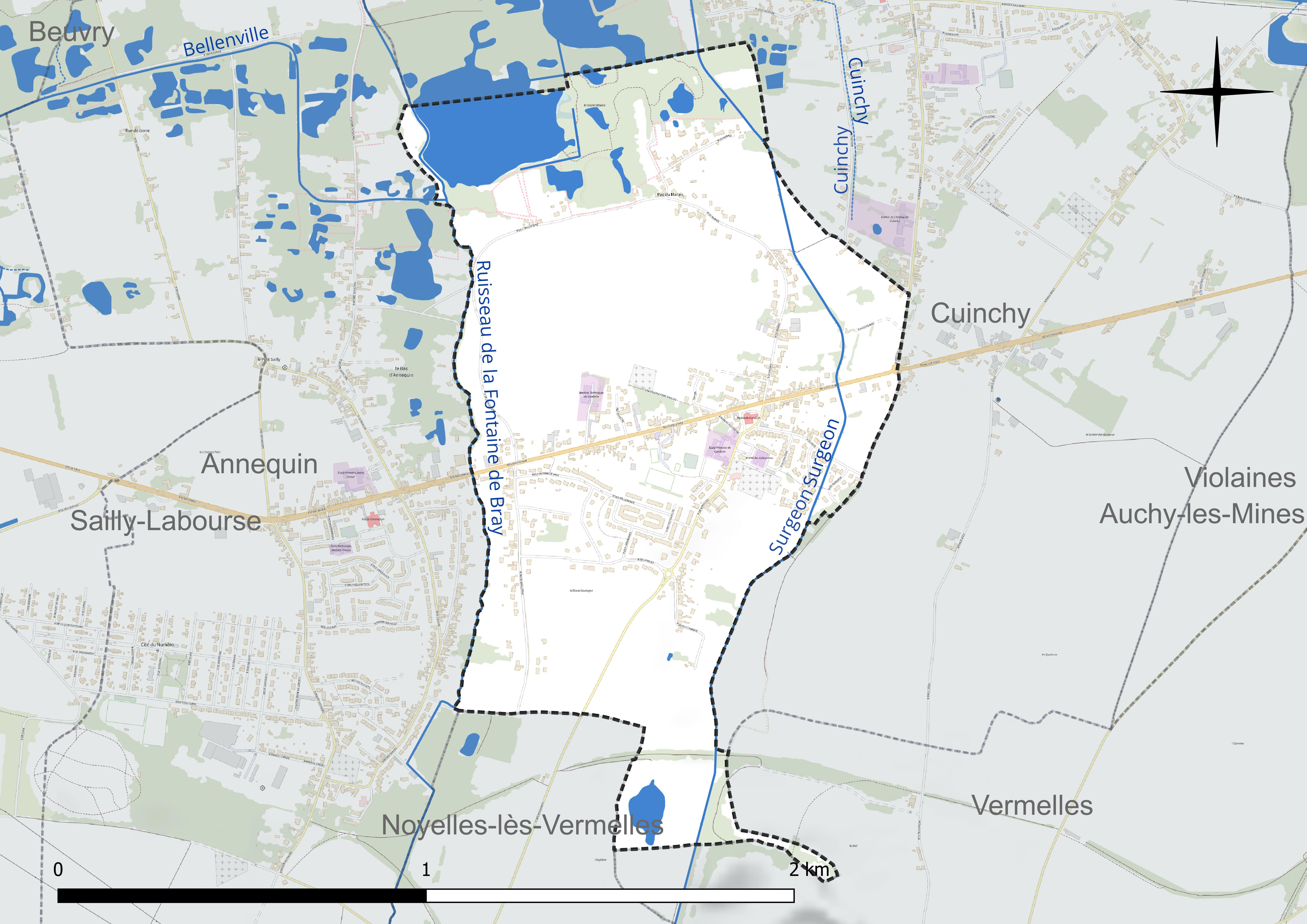
Réseau hydrographique de Cambrin.

- le ruisseau de la Fontaine de Bray, un cours d'eau naturel de 12 km, qui prend sa source dans la commune d'Hersin-Coupigny et se jette dans le canal d'Aire à La Bassée au niveau de la commune de Festubert[5].

### Climat
Pour des articles plus généraux, voir Climat des Hauts-de-France et Climat du Pas-de-Calais.
En 2010, le climat de la commune est de type climat océanique dégradé des plaines du Centre et du Nord, selon une étude du CNRS s'appuyant sur une série de données couvrant la période 1971-2000. En 2020, Météo-France publie une typologie des climats de la France métropolitaine dans laquelle la commune est exposée à un climat océanique et est dans une zone de transition entre les régions climatiques « Nord-est du bassin Parisien » et « Côtes de la Manche orientale ».
Pour la période 1971-2000, la température annuelle moyenne est de 10,4 °C, avec une amplitude thermique annuelle de 14,1 °C. Le cumul annuel moyen de précipitations est de 746 mm, avec 12,4 jours de précipitations en janvier et 9,1 jours en juillet. Pour la période 1991-2020, la température moyenne annuelle observée sur la station météorologique la plus proche, située sur la commune de Lillers à 19 km à vol d'oiseau, est de 11,1 °C et le cumul annuel moyen de précipitations est de 731,5 mm,. Pour l'avenir, les paramètres climatiques de la commune estimés pour 2050 selon différents scénarios d'émission de gaz à effet de serre sont consultables sur un site dédié publié par Météo-France en novembre 2022.

### Milieux naturels et biodiversité

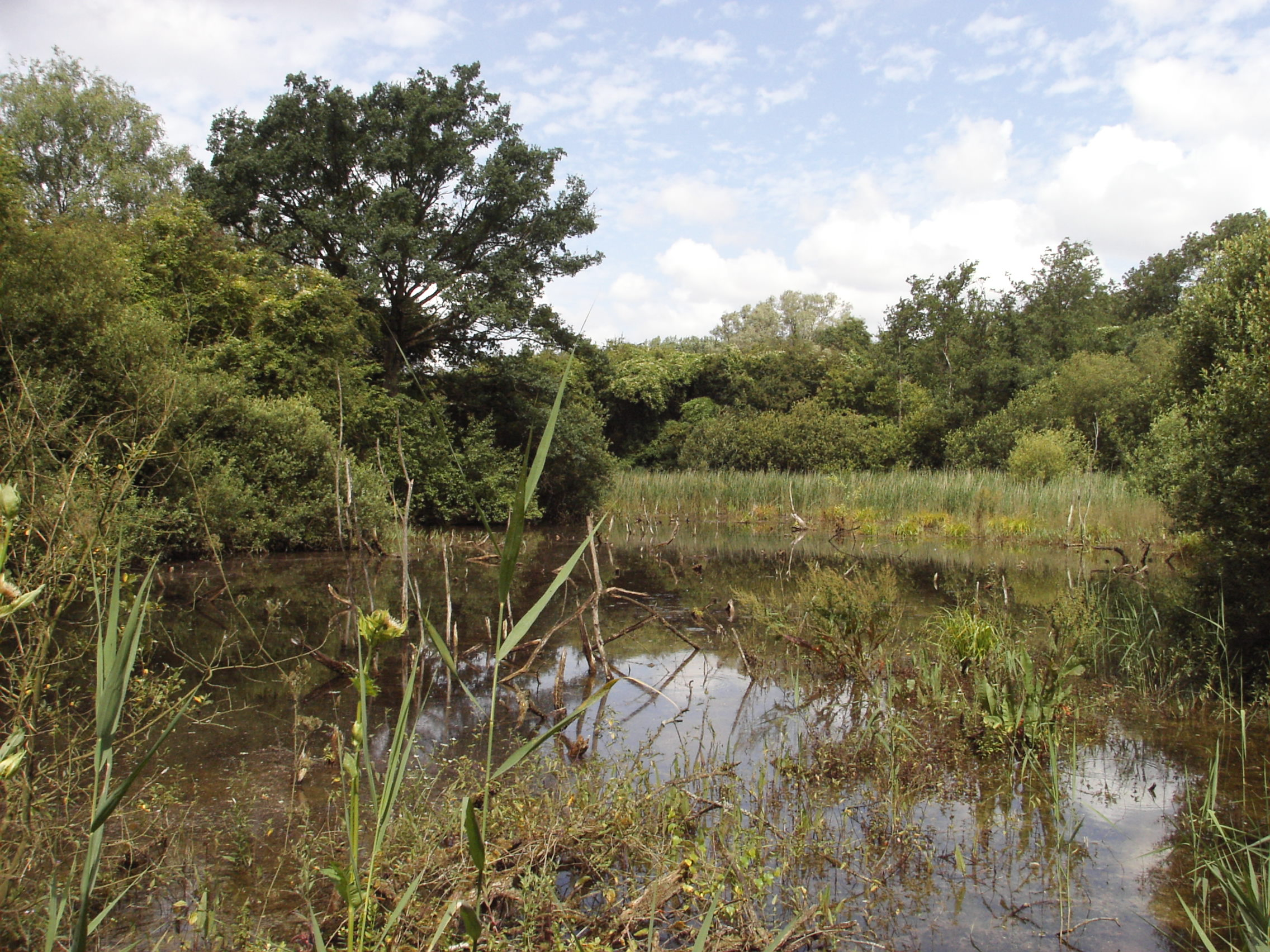
Le marais de Cambrin.

#### Espaces protégés et gérés
La protection réglementaire est le mode d’intervention le plus fort pour préserver des espaces naturels remarquables et leur biodiversité associée.
Dans ce cadre, la commune fait partie de quatre espaces protégés :
- la réserve naturelle régionale des marais de Cambrin, Annequin, Cuinchy et Festubert, d'une superficie de 74 hectares.Cette RNR est un élément important du réseau des espaces naturels de la trame verte de la région Nord-Pas-de-Calais. En tant que zone humide, il joue un rôle écologique et hydraulique majeur pour la commune et les environs et contribue à la dépollution des eaux de surface (nitrates, phosphates)[13] ;
- la RNR des marais de Cambrin, Annequin, Cuinchy et Festubert, d'une superficie de 52,609 ha, parcelle acquise en maitrise foncière. Terrain acquis (ou assimilé) par le Conservatoire d'espaces naturels du Nord et du Pas-de-Calais[14] ;
- l'argilière d Annequin, d'une superficie de 5,581 ha. Terrain géré (location, convention de gestion) par le Conservatoire d'espaces naturels des Hauts-de-France[15] ;
- la RNR des marais de Cambrin, Annequin, Cuinchy et Festubert, d'une superficie de 23,689 ha. Terrain géré (location, convention de gestion) par le Conservatoire d'espaces naturels des Hauts-de-France[16].

#### Zone naturelle d'intérêt écologique, faunistique et floristique
L’inventaire des zones naturelles d'intérêt écologique, faunistique et floristique (ZNIEFF) a pour objectif de réaliser une couverture des zones les plus intéressantes sur le plan écologique, essentiellement dans la perspective d’améliorer la connaissance du patrimoine naturel national et de fournir aux différents décideurs un outil d’aide à la prise en compte de l’environnement dans l’aménagement du territoire.
Le territoire communal comprend une ZNIEFF de type 1 : le marais de Beuvry, Cuinchy et Festubert. Cet ensemble de marais se situe dans le bassin versant de la Lys en limite nord/ouest du bassin minier du Pas-de-Calais qui est une zone très industrialisée et peuplée dans laquelle peu de milieux naturels subsistent.

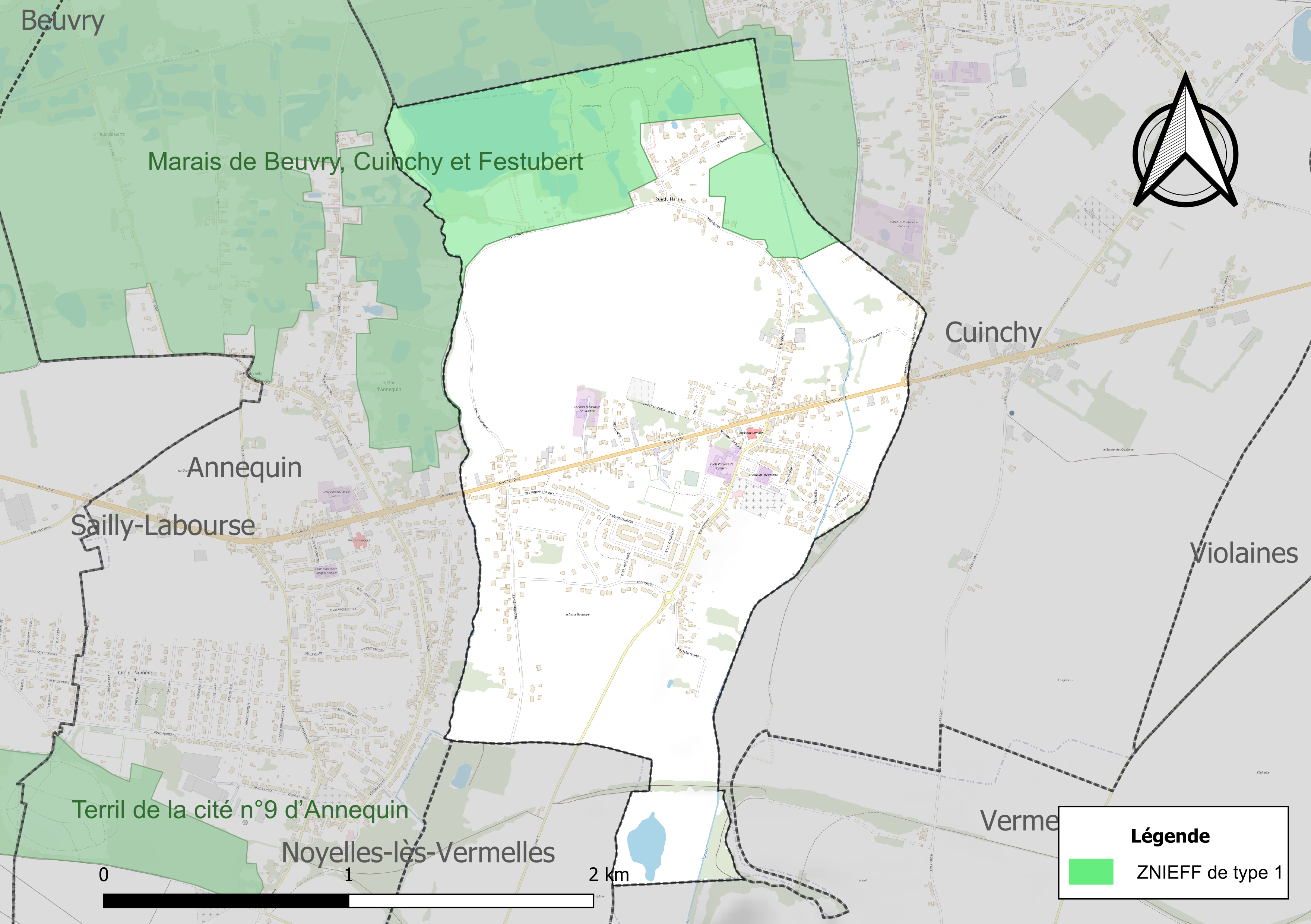
Carte de la ZNIEFF sur la commune.

## Urbanisme

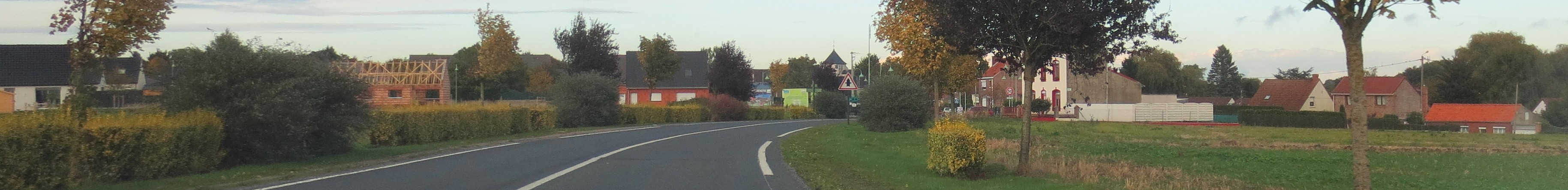
Vue panoramique de Cambrin

### Typologie
Au 1er janvier 2024, Cambrin est catégorisée ceinture urbaine, selon la nouvelle grille communale de densité à sept niveaux définie par l'Insee en 2022.
Elle appartient à l'unité urbaine de Béthune, une agglomération inter-départementale regroupant 94  communes, dont elle est une commune de la banlieue,,. Par ailleurs la commune fait partie de l'aire d'attraction de Lille (partie française), dont elle est une commune de la couronne,. Cette aire, qui regroupe 201 communes, est catégorisée dans les aires de 700 000 habitants ou plus (hors Paris),.

### Occupation des sols
L'occupation des sols de la commune, telle qu'elle ressort de la base de données européenne d’occupation biophysique des sols Corine Land Cover (CLC), est marquée par l'importance des territoires agricoles (54,1 % en 2018), en diminution par rapport à 1990 (59,8 %). La répartition détaillée en 2018 est la suivante : 
terres arables (54,1 %), zones urbanisées (30,1 %), forêts (8,7 %), zones humides intérieures (5,8 %), mines, décharges et chantiers (1,3 %). L'évolution de l’occupation des sols de la commune et de ses infrastructures peut être observée sur les différentes représentations cartographiques du territoire : la carte de Cassini (XVIIIe siècle), la carte d'état-major (1820-1866) et les cartes ou photos aériennes de l'IGN pour la période actuelle (1950 à aujourd'hui).

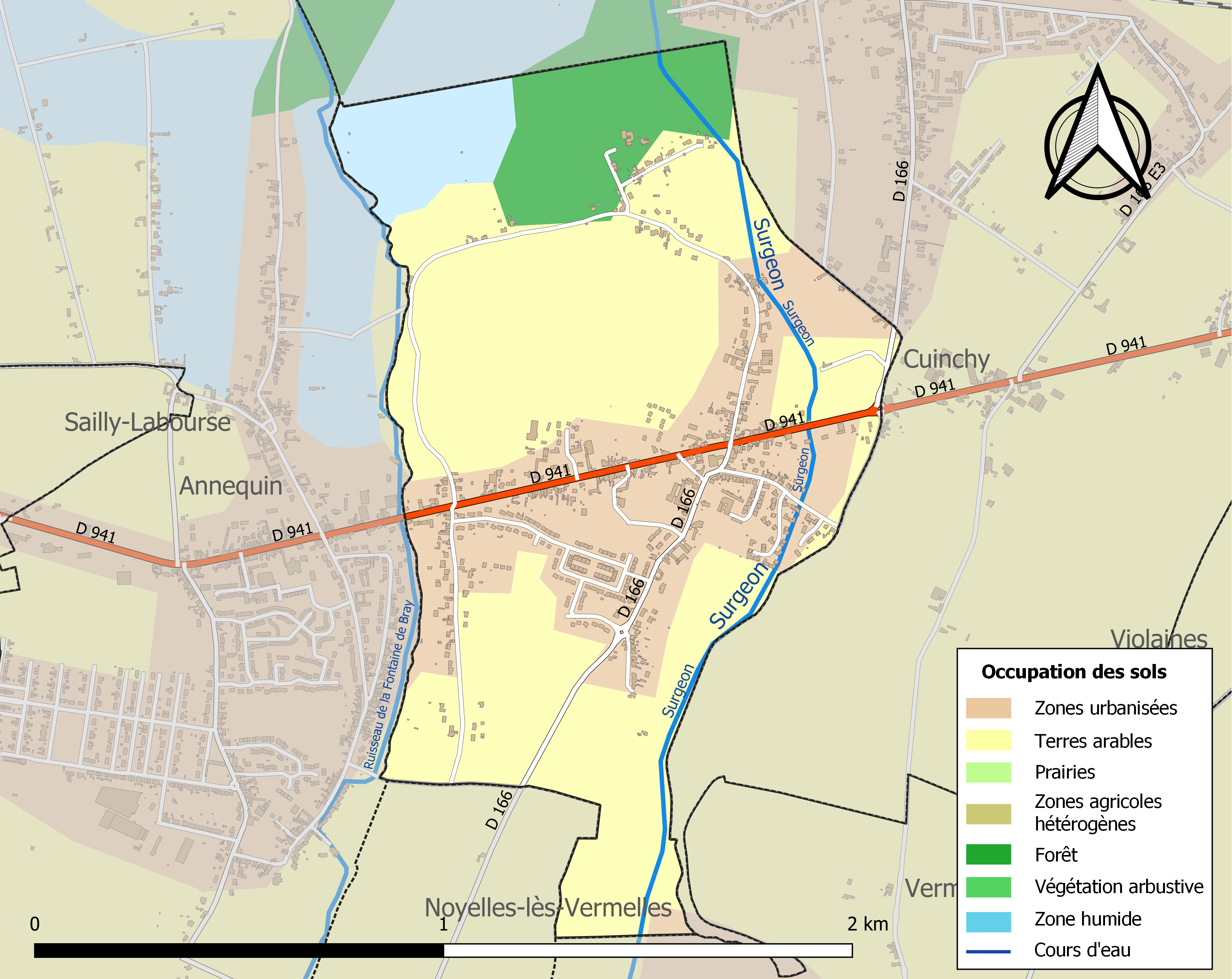
Carte des infrastructures et de l'occupation des sols de la commune en 2018 (CLC).

### Lieux-dits, hameaux et écarts
Sur le territoire communal, se trouvent les hameaux de Burbure et le Coq-Ridé ou Corridé.

### Voies de communication et transports

#### Voies de communication
La commune est desservie par la route départementale D 941 reliant La Bassée à Saint-Pol-sur-Ternoise.

#### Transport ferroviaire
La commune se trouve à 8 km, à l'est, de la gare de Béthune, située sur les lignes d'Arras à Dunkerque-Locale et de Fives à Abbeville, desservie par des TGV inOui et des trains régionaux du réseau TER Hauts-de-France.

## Toponymie
Le nom de la localité est attesté sous les formes Cambrin en 1261 (censier d’Arr., f° 51 r°), Canbrin en 1331 (titres et comptes d’Art., t. II, f° 44, n° 9), Camberin en 1343 (titres et comptes d’Art., t. III, f° 55, n° 11), Cambrin depuis 1793 et 1801.

## Histoire
La commune est décorée de la croix de guerre 1914-1918 par décret du 25 septembre 1920, distinction également attribuée à 276 autres communes du Pas-de-Calais.

## Politique et administration

### Découpage territorial
La commune se trouve dans l'arrondissement de Béthune du département du Pas-de-Calais, depuis 1801.

#### Commune et intercommunalités
La commune est membre de la communauté d'agglomération de Béthune-Bruay, Artois-Lys Romane.

#### Circonscriptions administratives
La commune est rattachée au canton de Cambrin de 1801 à 2014, puis, depuis 2015, au canton de Douvrin.

#### Circonscriptions électorales
Pour l'élection des députés, la commune fait partie de la douzième circonscription du Pas-de-Calais.

### Élections municipales et communautaires

#### Liste des maires
| Période                                  | Période                      | Identité        | Étiquette | Qualité                                           |
| ---------------------------------------- | ---------------------------- | --------------- | --------- | ------------------------------------------------- |
| Les données manquantes sont à compléter. |                              |                 |           |                                                   |
| mars 1989                                | 2014                         | Odette Duriez   | PS        | Sénatrice, ancienne députée, conseillère générale |
| 2014                                     | En cours (au 4 février 2022) | Philippe Drumez |           | Ancien cadre, Réélu pour le mandat 2020-2026,     |

## Équipements et services publics

### Justice, sécurité, secours et défense
La commune dépend du tribunal judiciaire de Béthune, du conseil de prud'hommes de Béthune, de la cour d'appel de Douai, du tribunal de commerce d'Arras, du tribunal administratif de Lille, de la cour administrative d'appel de Douai et du tribunal pour enfants de Béthune.

## Population et société

### Démographie
Les habitants de la commune sont appelés les Cambrinois.

#### Évolution démographique
L'évolution du nombre d'habitants est connue à travers les recensements de la population effectués dans la commune depuis 1793. Pour les communes de moins de 10 000 habitants, une enquête de recensement portant sur toute la population est réalisée tous les cinq ans, les populations de référence des années intermédiaires étant quant à elles estimées par interpolation ou extrapolation. Pour la commune, le premier recensement exhaustif entrant dans le cadre du nouveau dispositif a été réalisé en 2005.

En 2022, la commune comptait 1 250 habitants, en évolution de +5,13 % par rapport à 2016 (Pas-de-Calais : −0,72 %, France hors Mayotte : +2,11 %).
| 1793 | 1800 | 1806 | 1821 | 1831 | 1836 | 1841 | 1846 | 1851 |
| ---- | ---- | ---- | ---- | ---- | ---- | ---- | ---- | ---- |
| 441  | 492  | 481  | 442  | 499  | 471  | 468  | 467  | 431  |

| 1856 | 1861 | 1866 | 1872 | 1876 | 1881 | 1886 | 1891 | 1896 |
| ---- | ---- | ---- | ---- | ---- | ---- | ---- | ---- | ---- |
| 415  | 392  | 388  | 420  | 418  | 394  | 412  | 428  | 541  |

| 1901 | 1906 | 1911 | 1921 | 1926 | 1931 | 1936 | 1946 | 1954 |
| ---- | ---- | ---- | ---- | ---- | ---- | ---- | ---- | ---- |
| 585  | 628  | 643  | 644  | 679  | 674  | 675  | 686  | 677  |

| 1962 | 1968 | 1975 | 1982 | 1990 | 1999 | 2005 | 2006 | 2010 |
| ---- | ---- | ---- | ---- | ---- | ---- | ---- | ---- | ---- |
| 730  | 791  | 814  | 740  | 844  | 957  | 983  | 996  | 973  |

| 2015  | 2020  | 2022  | - | - | - | - | - | - |
| ----- | ----- | ----- | - | - | - | - | - | - |
| 1 118 | 1 221 | 1 250 | - | - | - | - | - | - |

#### Pyramide des âges
En 2018, le taux de personnes d'un âge inférieur à 30 ans s'élève à 36,7 %, soit égale à la moyenne départementale (36,7 %). En revanche, le taux de personnes d'âge supérieur à 60 ans est de 22,0 % la même année, alors qu'il est de 24,9 % au niveau départemental.
En 2018, la commune comptait 598 hommes pour 638 femmes, soit un taux de 51,62 % de femmes, légèrement supérieur au taux départemental (51,5 %).
Les pyramides des âges de la commune et du département s'établissent comme suit.
| Hommes | Classe d’âge | Femmes |
| ------ | ------------ | ------ |
| 0,2    | 90 ou +      | 2,2    |
| 3,0    | 75-89 ans    | 4,4    |
| 15,1   | 60-74 ans    | 18,9   |
| 20,1   | 45-59 ans    | 17,1   |
| 24,0   | 30-44 ans    | 21,4   |
| 17,8   | 15-29 ans    | 14,6   |
| 19,8   | 0-14 ans     | 21,3   |

| Hommes | Classe d’âge | Femmes |
| ------ | ------------ | ------ |
| 0,5    | 90 ou +      | 1,6    |
| 5,6    | 75-89 ans    | 8,9    |
| 16,7   | 60-74 ans    | 18,1   |
| 20,2   | 45-59 ans    | 19,2   |
| 18,9   | 30-44 ans    | 18,1   |
| 18,2   | 15-29 ans    | 16,2   |
| 19,9   | 0-14 ans     | 17,9   |

## Culture locale et patrimoine

### Lieux et monuments

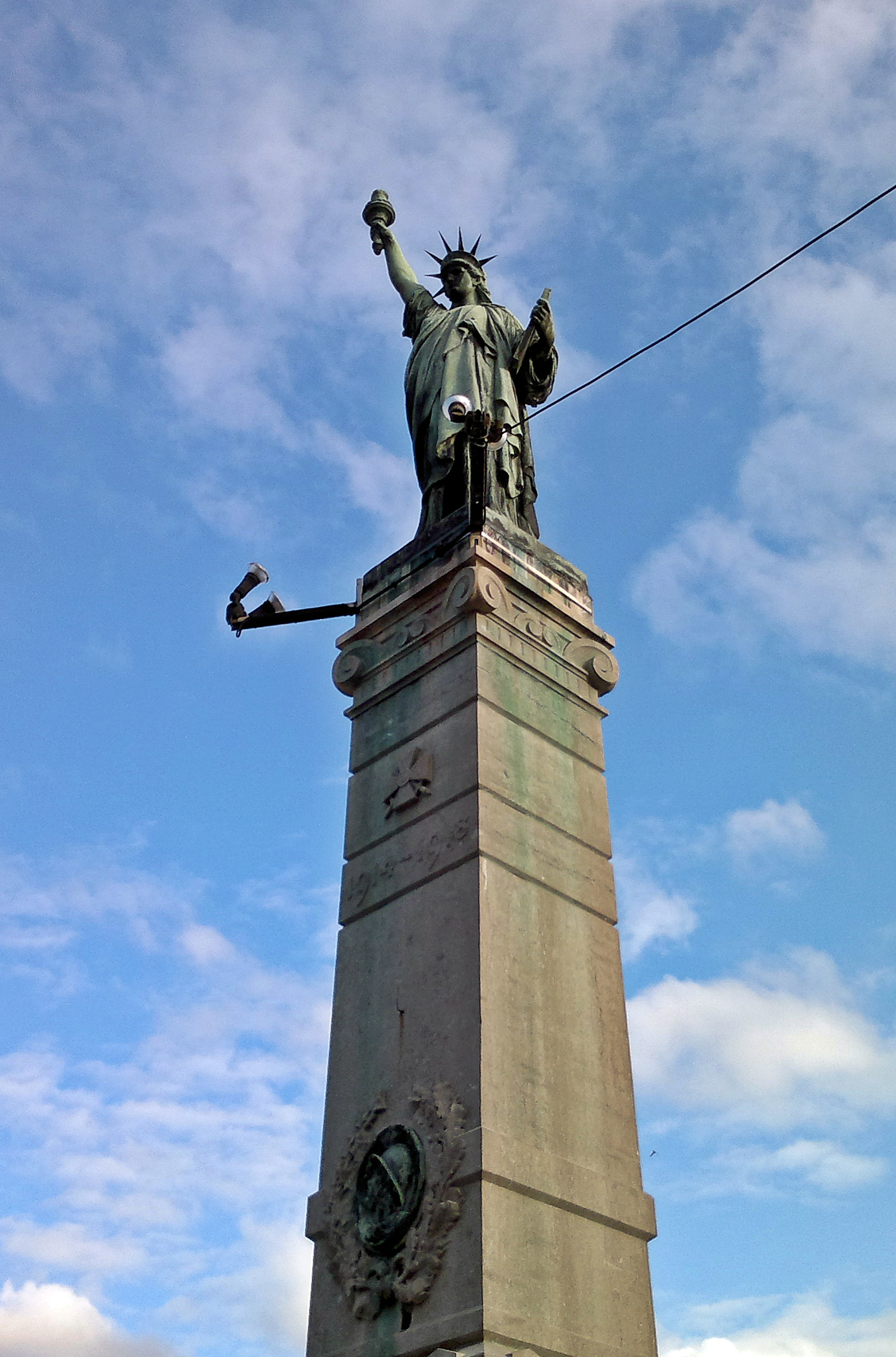
La réplique de la statue de la Liberté.

- Une réplique de la statue de la Liberté.
- Le marais de Cambrin, autrefois utilisé pour pomper l'eau de refroidissement de la centrale thermique de Violaines, est constitué d'une vaste zone humide en grande partie boisée. La maire de Cambrin, Odette Duriez, et le Conservatoire des sites naturels du Nord et du Pas-de-Calais ont réalisé un sentier de découverte respectueux du patrimoine naturel, permettant d'observer de nombreuses espèces d'oiseaux, accessible aux personnes à mobilité réduite et mal-voyantes.
- deux cimetières militaires : le Cambrin Military Cemetery et le Cambrin Churchyard Extension.

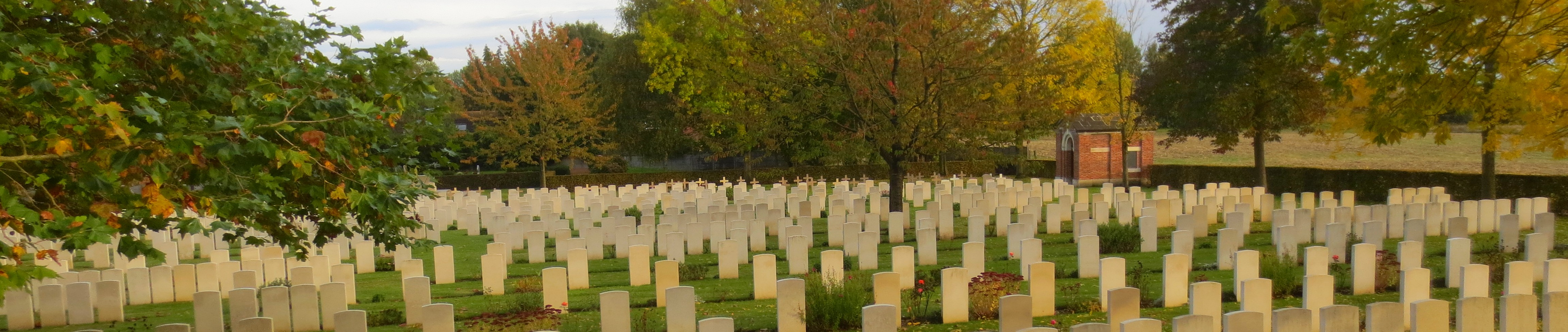
Vue panoramique d'un cimetière militaire de Cambrin.

- De l'ancienne église incendiée en 1641 pendant le siège de La Bassée place forte des Pays-Bas espagnols pendant la guerre franco-espagnole de 1635-1659, il ne reste que le clocher dont la voûte est du style ogival du XVe siècle. La date de 1849 inscrite près des auvents de la façade antérieure est celle d'une restauration[41].
- L'ancien château a complètement disparu, seule la motte entourée d'eau sur laquelle il était construit subsiste aujourd'hui au milieu de la propriété de M. Magon de la Giclais. Le caveau de sépulture des de Wavrin-Villers-au-Tertre n'a pas été ouvert depuis plusieurs années[41]. (Selon Épigraphie du P-d-C édition de 1889, cf inscriptions commémorative dans Personnalités liées à la commune).
- Le monument aux morts[42].
- Le monument à la 58e division d'infanterie française, au lieu dit le Moulin Brûlé sur la route nationale 41[43].
- Le monument aux morts de la paroisse, dans l'église[43].

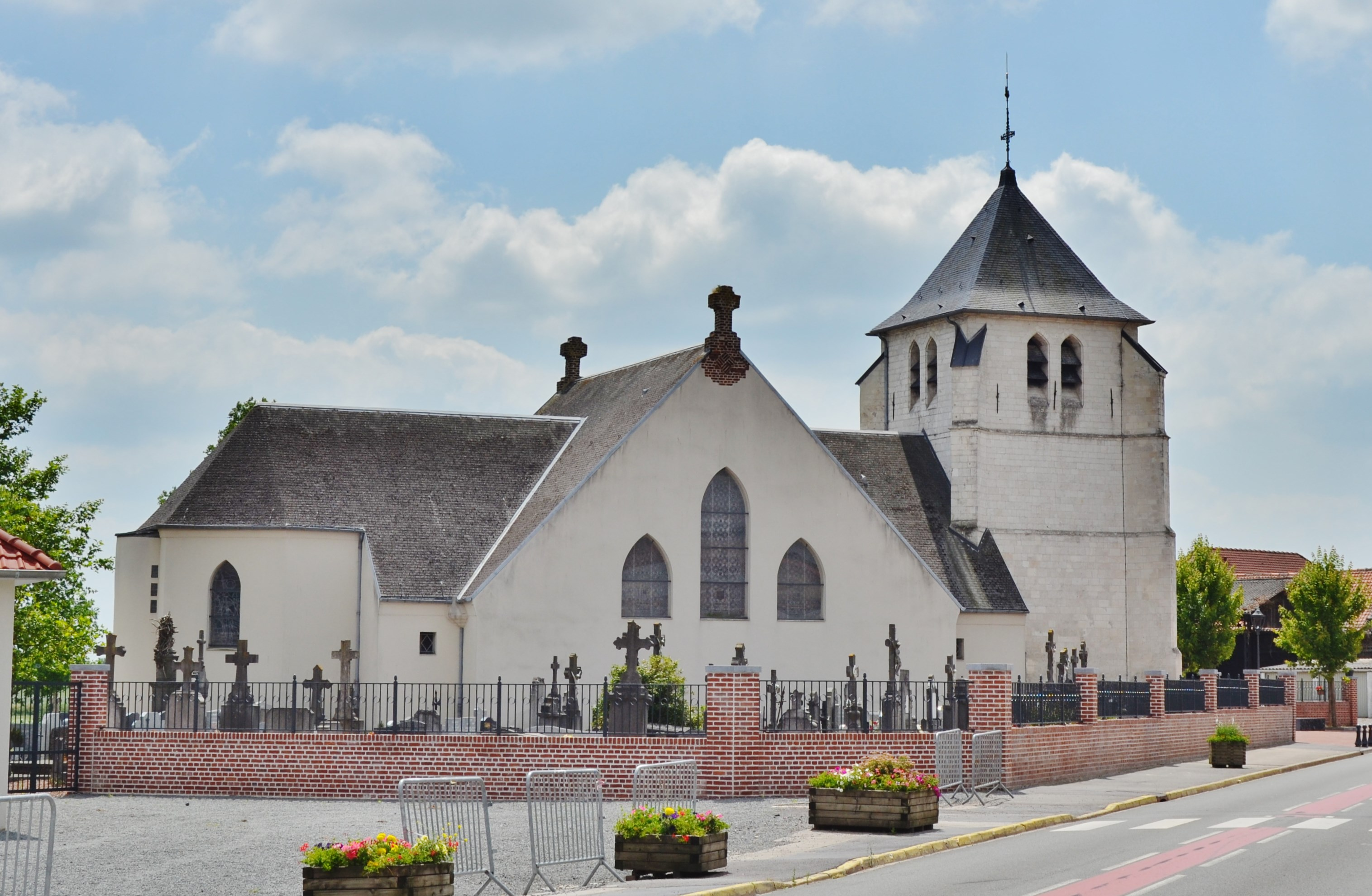
L'église.

### Personnalités liées à la commune
- Jean-Baptiste de Villers-au-Tertre, écuyer, seigneur de Cambrin, est fait chevalier par lettres données à Madrid le 26 mars 1632 (cf son inscription commémorative dans la chapelle du château à la date de 1633). il a porté les armes au service de son roi à ses propres frais dans l'infanterie espagnole, dans la compagnie du capitaine Jean Ortis, au régiment de don Diego de Messea. il appartient à une ancienne et noble maison[44].

### Héraldique
| Blason de Cambrin | Blason  | D'or fretté de gueules; au franc canton de sinople chargé d'une aigle d'or. Ornements extérieursCroix de guerre 1914-1918 |
| Blason de Cambrin | Détails | Le statut officiel du blason reste à déterminer.                                                                          |

## Pour approfondir

#### Bases de données, dictionnaires et encyclopédies
- Ressources relatives à la géographie :   - Insee (communes)
  - Ldh/EHESS/Cassini
- Ressource relative à plusieurs domaines :   - Annuaire du service public français
- Notices d'autorité :   - BnF (données)